# Фестивален и конгресен дворец
Фестивалният и конгресен дворец (на френски: Palais des Festivals et des Congrès) е конферентен център в град Кан, Франция.
Разположен на брега на Средиземно море, в западния край на крайбрежния булевард „Кроазет“, в него се провежда ежегодният Фестивал на Кан, едно от най-важните събития в световното кино. Сградата е построена през 1982 година на мястото на дотогавашното общинско казино, тъй като първоначалната сграда на фестивала не е подходяща за провеждане на големи конференции. Проектът в модернистичен стил е на Хъбърт Бенет и Франсоа Дрюе, а през 1999 сградата е разширена с допълнителни 10 хиляди квадратни метра застроена площ. Дворецът има 35 хиляди квадратни метра изложбени зали и 18 прожекционни зали, най-голямата с капацитет 2300 души.